# Bràfim
Bràfim és una vila i municipi de la comarca de l'Alt Camp.

## Geografia
- Llista de topònims de Bràfim (Orografia: muntanyes, serres, collades, indrets..; hidrografia: rius, fonts...; edificis: cases, masies, esglésies, etc).

Està situat a uns 10 km. de Valls i a uns 20 de Tarragona, a la banda dreta del riu Gaià. Limita amb els municipis de Montferri a l'est, Vila-Rodona i Alió al nord, Puigpelat a l'oest i Vilabella al sud.

## Història
El nom "Bràfim" prové del nom personal àrab Brāhim (el poble figura en documents del segle x com "Abrahim"). És, doncs, un patronímic.
En època romana el terme estava ja poblat com ho testimonien les restes trobades al vilar de Povill.
L'any 1159 el bisbe de Barcelona, Guillem de Torroja, va atorgar carta de població, és a dir, una vegada conquerida als musulmans fou repoblada i regulada.
Va formar part de la Vegueria de Tarragona fins al 1716. Després va passar a formar part del Corregiment de Tarragona des del 1716 fins al 1833.

## Economia
El 1970 la seva renda anual mitjana per capita era de 37.928 pessetes (227,95 euros).
El 1983 el terme municipal de Bràfim comptava amb unes 71 explotacions agràries d'entre 0 i 5 hectàrees, unes 95 d'entre 5 i 50 hectàrees i 1 explotació d'entre 50 i 200 hectàrees.
L'economia és principalment agrícola, de secà (vinyes i oliveres) amb poca extensió del regadiu format per arbres fruiters (cirerers). Hi ha granges ovines i porcines.
El sector industrial es troba centrat en la transformació i comercialització dels productes de la vinya (vins Padró, Cooperativa Agrícola).
Entre el seu terme municipal i el d'Alió s'ha creat recentment un polígon industrial.

## Demografia
| 1497 f | 1515 f | 1553 f | 1717 | 1787 | 1857  | 1877  | 1887  | 1900  | 1910  |
| ------ | ------ | ------ | ---- | ---- | ----- | ----- | ----- | ----- | ----- |
| 21     | 21     | 35     | 272  | 928  | 1.101 | 1.064 | 1.096 | 1.132 | 1.086 |

| 1920  | 1930 | 1940 | 1950 | 1960 | 1970 | 1981 | 1990 | 1992 | 1994 |
| ----- | ---- | ---- | ---- | ---- | ---- | ---- | ---- | ---- | ---- |
| 1.009 | 940  | 834  | 797  | 683  | 677  | 592  | 574  | 577  | 577  |

| 1996 | 1998 | 2000 | 2002 | 2004 | 2006 | 2008 | 2010 | 2012 | 2014 |
| ---- | ---- | ---- | ---- | ---- | ---- | ---- | ---- | ---- | ---- |
| 569  | 567  | 573  | 580  | 610  | 650  | 652  | 680  | 670  | 660  |

| 2016 | 2018 | 2020 | 2022 | 2024 | 2026 | 2028 | 2030 | 2032 | 2034 |
| ---- | ---- | ---- | ---- | ---- | ---- | ---- | ---- | ---- | ---- |
| 668  | 673  | 695  | 687  | 696  | -    | -    | -    | -    | -    |

## Política

### Eleccions municipals
Nombre de regidors per partit
| Junts                                                                    | -  | -  | -  | -  | - | - | - | - | - | - | 3 | 3 |
| ERC                                                                      | -  | -  | -  | -  | - | - | - | 3 | 3 | 4 | 4 | 4 |
| CiU                                                                      | 7  | 4  | 5  | 5  | 7 | 7 | 7 | 4 | 4 | 3 | - | - |
| Altres                                                                   | 0a | 3b | 2b | 2c | - | - | - | - | - | - | - | - |
| Total                                                                    | 7  | 7  | 7  | 7  | 7 | 7 | 7 | 7 | 7 | 7 | 7 | 7 |
| a ORT; b Entesa - Independents de Bràfim; c Unió Independents de Bràfim; |    |    |    |    |   |   |   |   |   |   |   |   |

### Eleccions al Parlament de Catalunya del 2012
| Candidatura | Candidatura   | Cap de llista          | Vots | Regidors | % vots |
| ----------- | ------------- | ---------------------- | ---- | -------- | ------ |
|             | CiU           | Artur Mas              | 171  |          | 46,21  |
|             | ERC           | Oriol Junqueras        | 94   |          | 25,4   |
|             | PPC           | Alicia Sánchez-Camacho | 35   |          | 9,45   |
|             | PSC           | Pere Navarro           | 24   |          | 6,48   |
|             | ICV-EUiA      | Joan Herrera           | 15   |          | 4,05   |
|             | C's           | Albert Rivera          | 13   |          | 3,51   |
|             | CUP           | David Fernández        | 7    |          | 1,89   |
|             | Vots en blanc |                        | 3    |          | 0,8    |
|             | Altres        |                        | 8    |          | 4,05   |
| Total       | Total         | 377                    | 377  |          | 78,71  |

## Llocs d'interès
El lloc més emblemàtic del poble és l'ermita de Loreto, dedicada, com el seu nom indica, a la Mare de Déu de Loreto. Situada al capdamunt d'un turonet, anomenat Puig Rodó, permet gaudir d'unes vistes excepcionals del poble.
Hom té notícia de l'existència del santuari des del segle xii, encara que l'edifici actual és del segle xx. Hi destaquen les pintures murals del cambril (1923), de Joan Llimona i Bruguera. Als anys seixanta es condicionà l'entorn del santuari, de manera que ara disposa d'una pineda, una zona de barbacoa i una esplanada d'esbarjo.
La Torre de Bràfim, o Torre del Garriga, està declarada com a Bé Cultural d'Interès Nacional.
Les Barraques de Bràfim són un conjunt de barraques de pedra que formen part, de manera individualitzada, de l'Inventari del Patrimoni Arquitectònic de Catalunya.

## Persones il·lustres
- Josep Maria Gatell